# Болодурин, Александр Алексеевич
Алекса́ндр Алексе́евич Болоду́рин (январь 1894, Копань, Козьмодемьянский уезд, Казанская губерния, Российская империя — 25 мая 1928, Кисловодск, РСФСР, СССР) — советский государственный и партийный деятель, журналист, поэт. Первый секретарь Марийского областного комитета РКП(б) (1921). Член РКП(б) с 1919 года.

## Биография
Родился в январе 1894 года в д. Копань ныне Горномарийского района Марий Эл. Рано осиротел: в 1905 году умер его отец.
До 1917 года был учителем в школах Козьмодемьянского уезда Казанской губернии. В 1917 году был в числе левых эсеров, в 1919 году вступил в РКП(б). В 1918-1920 годах заведовал внешкольным подотделом, политпросветотделом уездного Совета в Козьмодемьянске. В 1917 году был сотрудником газеты «Наш край», с 1920 года — редактор газеты «Красный труд». Был другом известного марийского художника, одного из основоположников изобразительного искусства в Марийском крае А. В. Григорьева. 
На 1-й областной партийной конференции в феврале 1921 года был избран ответственным (первым) секретарем Марийского обкома РКП(б), занимал эту должность до августа 1921 года. В 1921 году был делегатом X съезда РКП(б). На 1-м съезде Советов Марийской автономной области в июне 1921 года избран членом Марийского облисполкома. С декабря 1921 года заведовал информационным отделом Марийского представительства в Москве. С мая 1922 года был сотрудником Наркомата внешней торговли РСФСР. 
В сентябре 1922 года командирован в Краснококшайск, до 1923 года – ответственный редактор газеты «Голос мари». В 1923 году обучался в Государственном институте журналистики в Москве.
В октябре 1924 года был назначен ответственным редактором «Нашей газеты» в подмосковной Кашире, где основал первое в городе ЛИТО. Здесь проработал до октября 1926 года, после чего получил врачебный запрет на занятие редакционной работой из-за плохого здоровья. В марте 1928 года создал первое Каширское общество писателей.
Получил известность как стихотворец и прозаик под псевдонимом Александр Волжанин. В 1922 году в Москве выпустил в свет книгу стихотворений «Всплески».
Скончался 25 мая 1928 года в Кисловодске. 